# Movimiento Nacional (Polonia)
El Movimiento Nacional (en polaco: Ruch Narodowy, RN) es un partido político polaco formado originalmente en 2012  como una alianza electoral de movimientos políticos populistas de derecha y de extrema derecha que habían firmado un acuerdo ideológico. La alianza se formó después de la Marcha de la Independencia de Polonia en 2012, y se constituyó oficialmente como partido político dos años después.
En 2018, el partido formó una coalición con la KORWiN llamada Confederación de Libertad e Independencia. El partido actualmente tiene cinco diputados en el Sejm, dentro de los obtenidos por esta coalición en las elecciones parlamentarias de 2019. Anteriormente, había formado una alianza con el partido Kukiz'15.
La Juventud de Toda Polonia desempeña un papel relevante dentro del partido.